# Dorfkirche Meichow

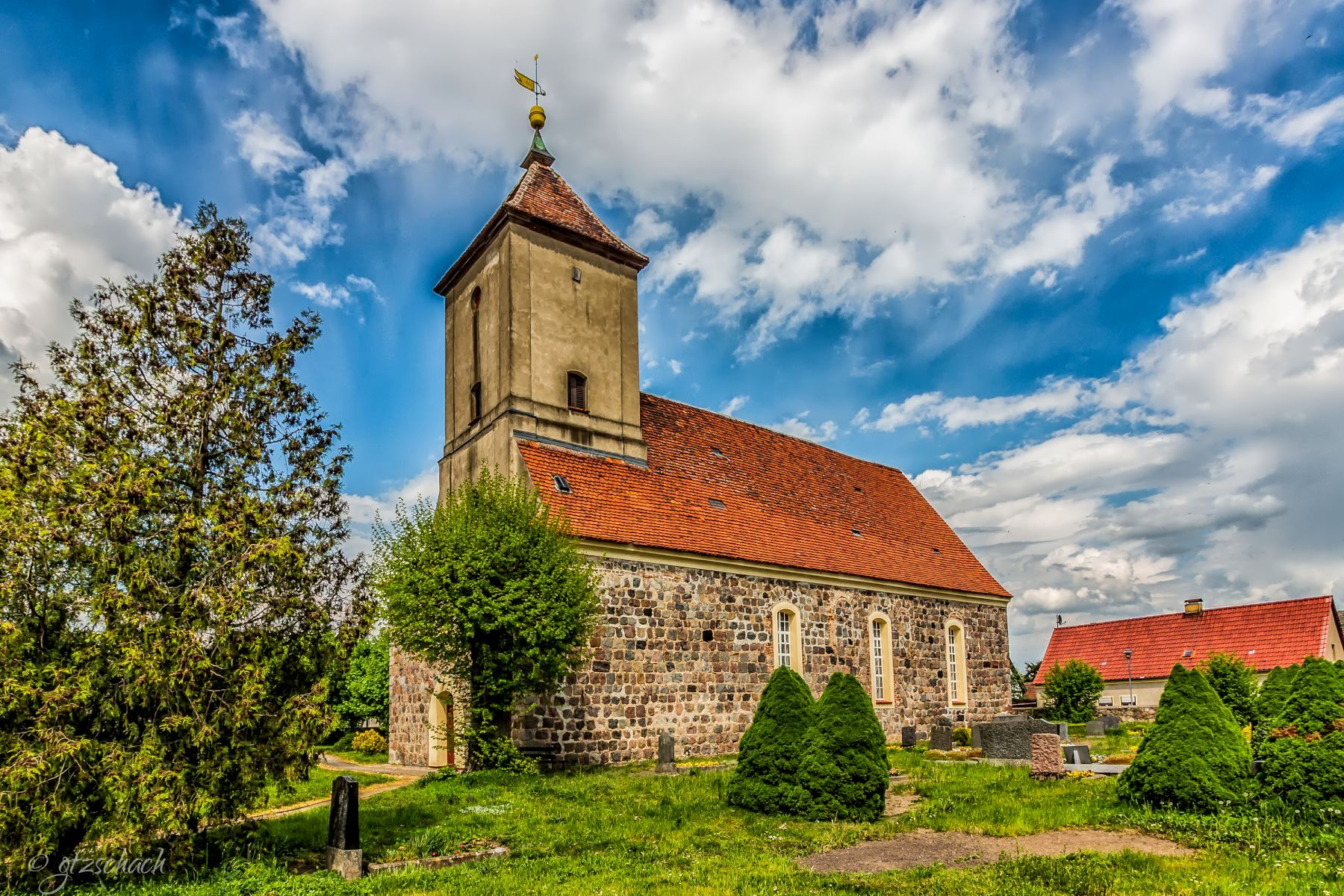
Dorfkirche Meichow

Die evangelische Dorfkirche Meichow ist eine gotische Saalkirche im Ortsteil Meichow von Gramzow im Landkreis Uckermark in Brandenburg. Sie gehört zur Kirchengemeinde Gramzow im Kirchenkreis Uckermark der Evangelischen Kirche Berlin-Brandenburg-schlesische Oberlausitz.

## Geschichte und Architektur
Die Kirche ist eine Saalkirche aus Feldstein mit schiffsbreitem Westturm aus der zweiten Hälfte des 13. Jahrhunderts. Der quadratische verputzte Turmaufsatz mit Ecklisenen und Zeltdach stammt aus dem Jahr 1772, gleichzeitig wurden Fenster und Westportal stichbogig vergrößert; im Jahr 1990 wurde eine Restaurierung vorgenommen. Das Nordportal ist vermauert, einige Reste kurzer, vermauerter Fenster sind erkennbar, im Osten befanden sich ehemals Dreifenstergruppe, im Giebel sind zwei Lanzettblenden. Innen führt eine spitzbogige Öffnung zum Turm; die Holzdecke und die Hufeisenempore werden von toskanischen Holzsäulen getragen, das Pastoren- und Gemeindegestühl stammt aus der Umbauzeit und wurde bei der Restaurierung erneuert. 

## Ausstattung
Das Hauptstück der Ausstattung ist ein hölzerner Altaraufsatz von 1610 mit dreigeschossigem säulengegliedertem Aufbau mit seitlichen Schnitzwangen und reichem, durch die moderne Fassung beeinträchtigtem Ornament. In der Predella ist ein Abendmahlsrelief, im Hauptteil Kreuzigungsbild von 1930, seitlich Skulpturen der Heiligen Petrus und Paulus angeordnet; im Aufsatz mit kleinem Dreiecksgiebel ein Auferstehungsrelief. Das Altarbild wurde im Jahr 1956 von Rudolf Nehmer geschaffen. Zur Ausstattung gehören weiter eine einfache Kanzel und eine schlichte sechseckige Taufe aus Holz aus dem 18. Jahrhundert sowie ein Messingkronleuchter aus dem 19. Jahrhundert. Eine Taufschale aus Messing stammt aus der Zeit um 1600. Die Glocke mit Majuskelinschrift aus der Zeit um 1300 ist nach derjenigen der Dorfkirche Tornow die zweitälteste in der Uckermark. Eine weitere Glocke stammt aus dem Jahr 1622.
Die Orgel ist ein Werk von Albert Kienscherf aus dem Jahr 1925 mit neun Registern auf zwei Manualen und Pedal in einem Gehäuse aus dem Jahr 1832.